# Traité Eden-Rayneval
 (février 2024).
Si vous disposez d'ouvrages ou d'articles de référence ou si vous connaissez des sites web de qualité traitant du thème abordé ici, merci de compléter l'article en donnant les références utiles à sa vérifiabilité et en les liant à la section « Notes et références ».

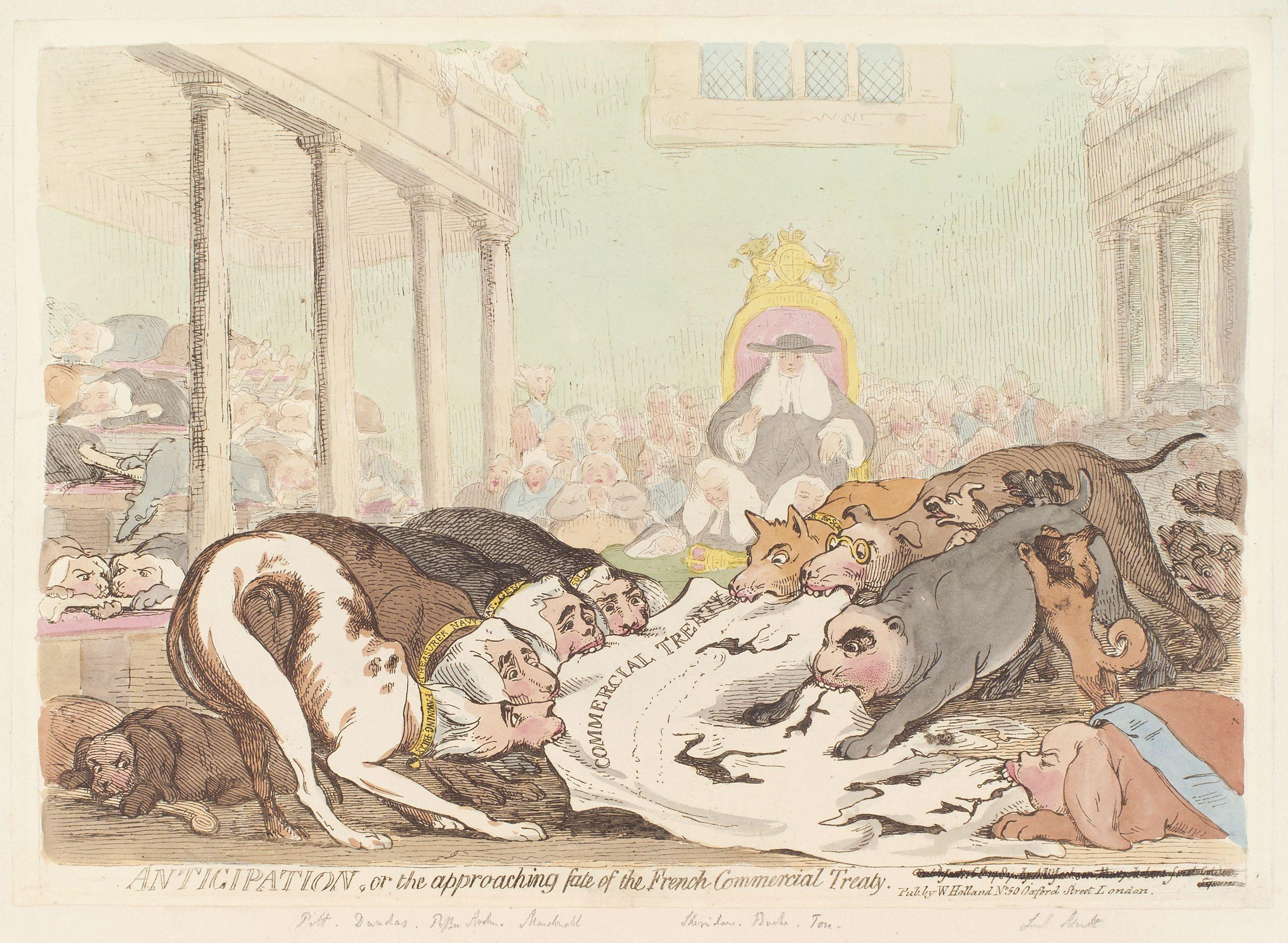
Anticipation, ou la mort prochaine du Traité de commerce français. Caricature en 1787 de James Gillray anticipant le conflit au Parlement britannique sur le traité d'Eden-Rayneval.

Le traité Eden-Rayneval est un accord commercial de libre-échange signé par la France et la Grande-Bretagne le 26 septembre 1786. Visant à réduire progressivement les droits de douane entre les deux pays, il marque une libéralisation précoce des échanges internationaux en Europe. 
Ce traité provoque une crise économique et sociale dans le secteur textile en France.

## Contexte

### Amélioration des relations politiques
La France et la Grande-Bretagne voient leurs relations s'améliorer progressivement dans les années 1780. Les deux pays se sont certes affrontés violemment à l'occasion de la guerre d’indépendance américaine, lorsque la France a apporté son soutien aux rebelles américains contre l'Angleterre ; mais les tensions diplomatiques se sont depuis calmées.
Ainsi, la signature d'un traité de paix entre les deux pays le 3 septembre 1783 (traité de paix de Versailles) avait d'ores et déjà prévu que les deux nations rétabliraient la liberté des mers et la liberté du commerce, confisqués par les conflits antérieurs. L'une de ses dispositions prévoyait « l'établissement de nouveaux arrangements de commerce entre les deux nations sur le fondement de la réciprocité et de la convenance mutuelle ». Ces arrangements devaient être terminés et conclus dans un délai de deux ans à partir du 1er janvier 1784.
Par conséquent, la signature du traité Eden-Rayneval intervient dans un contexte politique où les dirigeants souhaitent mettre fin à la guerre économique entre ces deux pays, en instaurant un système de baisse progressive des tarifs douaniers qui serait mutuellement bénéfique aux deux pays. 

### Du traité de paix au traité commercial
Au cours des années 1784-1786, plusieurs tentatives anglaises visent à organiser un commerce de contrebande sur les côtes françaises, encouragé en sous-main par des fermiers généraux que cette pratique favorise. En contrepartie, un arrêté du Conseil d'État ordonne la saisie et la confiscation de toutes les étoffes anglaises entrées en France, puis en octobre, une disposition du même type qui vise les fers, aciers polis, armes et quincaillerie de même origine.
Au début de l'année 1786, l'Angleterre s'attache à réussir un traité qu'elle ne peut éluder. Elle s'y attelle avec détermination sous la conduite du ministre William Eden qui, en avril 1786, s'installe à Paris avec des dossiers nourris d'informations précises qui lui ont été fournies par une enquête préalable auprès des manufacturiers, et des consignes du premier ministre britannique, William Pitt le Jeune, fortement marqué par les idées d'Adam Smith.
Les négociations prennent plusieurs mois et trouvent leurs conclusions en septembre 1786. Les signataires sont, côté anglais, William Eden, 1er baron Auckland et, côté français,  Mathias Joseph Gérard de Rayneval, premier commis du ministre des Affaires étrangères Charles Gravier de Vergennes.
Le traité prend effet au 10 mars 1787. Il comprend 47 articles.

## Contenu

### Baisse des droits de douane sur les produits français
Les principaux d'entre eux stipulent que, pour leurs produits entrant en Angleterre, les droits sur les vins, eaux de vie et huiles seraient diminués, tandis que les objets de luxe, les glaces, et les articles de Paris ne paieraient plus qu'un droit de 12 %. 

### Baisse des droits de douane sur les produits anglais
Par compensation, les droits d'entrée en France sur les étoffes de laine et de coton, sur la faïence et la poterie seraient réduits également à 12 % ; même traitement pour les fers et la quincaillerie. En revanche, les étoffes de soie ou mêlées de soie resteraient prohibées en Angleterre, tandis qu'aucun des grands articles de fabrication anglaise ne seraient interdits en France.

## Conséquences

### Satisfaction des deux parties
La correspondance privée de William Pitt avec Eden montre que celui-ci se montre particulièrement heureux du déroulement des négociations, estimant que l'Angleterre a largement défendu ses prérogatives, tout en obtenant de larges concessions de la part de la France. 
Le gouvernement français s'estime lui aussi content du traité. L'élite libérale française, en particulier Vergennes, influencée par le mouvement physiocrate et par l'importance de l'aristocratie foncière à la cour du roi Louis XVI, souhaite renforcer la vocation agricole de la France. L'idée est qu'une augmentation de la production agricole lui permettra de dominer l'Europe, et que l'on peut laisser l'Angleterre développer sa production manufacturière. Les élites françaises n'envisagent pas qu'un pays comme l'Angleterre, qui a alors 7,8 millions d'habitants, puisse à terme dominer la France, qui en a quatre fois plus (28 millions).

### Un succès éclatant pour l'Angleterre
Le traité Eden-Rayneval s'avère très favorable à l'Angleterre. Les exportations anglaises vers la France passent de 13 millions de livres en 1784 à 64 millions de livres en 1788, alors qu'au cours de cette même période les exportations françaises vers l'Angleterre augmentent à un rythme moins élevé, passant de 20 millions à 30 millions de livres. Cette arrivée soudaine sur le marché français de produits anglais moins chers et souvent de meilleure qualité génère un abaissement des prix dans certains secteurs, notamment le textile.  
Dans le domaine des machines à carder, du filage et du tissage, l'Angleterre bénéficie d’une avance technologique certaine. Un ensemble de conceptions nouvelles de division et d'organisation du travail améliorent aussi la productivité des manufactures anglaises. En Europe continentale, la proto-industrialisation domine encore l'économie du textile, avec notamment des activités de filage réalisées dans les campagnes par des travailleurs ruraux.  En Angleterre, un factory system a créé de nouvelles unités urbaines où se regroupent les travailleurs d'un même secteur, comme dans l'usine de Cromford de Richard Arkwright. 
Une réflexion économique et politique sur la conquête des marchés et la liberté des échanges, théorisée par Adam Smith, incarne ces nouvelles attitudes « En Angleterre, un courant d’eau fait, par son impulsion, agir en même temps des machines à décarder, à dégrossir et à réduire par degré le coton à la ténuité nécessaire pour l’adaptation à la filature, dont l’opération se fait par d’autres machines, que le même courant d’eau fait mouvoir ». Une politique de conquêtes coloniales et d'ouverture de marchés à l'étranger par la force accompagnent aussi cette nouvelle tendance commerciale.

## Postérité

### Crise économique et sociale dans le secteur textile français
Le traité de libre-échange a été accusé d'avoir provoqué une hausse du chômage et de la précarité en France. Dès 1787, et plus encore en 1788, les toiles anglaises envahissent le marché français. Moins coûteuses, elles se vendent bien et provoquent la mise au chômage de milliers d’ouvriers dans le textile, ainsi qu'une pression à la baisse sur les salaires des employés qui conservent leur emploi. Cette crainte d'une baisse des salaires est l'un des éléments déclencheurs du sac de la Manufacture royale de papiers peints, du 26 au 28 avril 1789. Cette révolte annonce la prise de la Bastille quelques mois plus tard.
Ce choc économique soudain est censé encourager la modernisation rapide de cette industrie. Ainsi, des sociétés d'encouragement sont créées par les Chambres de commerce françaises pour aider les entrepreneurs à s'équiper de machines textiles anglaises (la Mule-jenny et la Water Frame). Le secteur textile français connaît cependant de grandes difficultés à s'adapter à cette nouvelle donne. Ces nouveaux investissements accroissent les difficultés des manufacturiers, obligés d'engager des dépenses supplémentaires au moment où leurs revenus chutent lourdement. 

### Augmentation des tensions sociales
De ce fait, le traité fait partie des griefs cités au départ de la Révolution française. Il provoque, dès la fin de 1788, une vague française de bris de machines textiles qui se produit en même temps que l'éclatement de la Révolution. La France, qui souhaitait augmenter ses exportations agricoles vers l'Angleterre, se trouve handicapée par les mauvaises récoltes de 1788 et 1789, qui provoque une crise frumentaire vive, elle-même source d'une crise sociale de grande ampleur. Cela s'accompagne donc de troubles frumentaires ; violence contre les machines qui contribue et accompagne l’effervescence révolutionnaire, dont les plus notables ont lieu à Saint-Étienne, à Rouen, à Troyes, à Paris lors de l'émeute à la fabrique de papiers peints Réveillon, dans le Faubourg Saint-Antoine, les 27 et 28 avril 1789.
De plus certains auteurs français[Lesquels ?] considèrent les effets du traité comme l'une des principales causes de la guerre de Vendée. Par exemple, la production de l'industrie textile dans la ville de Cholet s'effondre entre 1789 et 1791 apparemment à cause de l'importation de produits textiles britanniques bon marché. De ce fait, la pauvreté et le chômage augmentèrent dans le district de Cholet. « Les tisserands mécontents et les zones où la production textile était en difficulté constituaient, semble-t-il, une grave menace politique ».

### Reconfiguration des forces politiques françaises
Les entrepreneurs du textile français, pour la plupart situés autour d'Amiens, Rouen, Paris, Cholet, et dans le Nord de la France, sont frappés de plein fouet par cet influx massif d'une compétition à bas prix. Les tentatives françaises de mise en place d'une industrie manufacturière du textile s'en trouvent fortement impactées.
Dès 1787, ces entrepreneurs seront en faveur d'un renversement de la politique libre-échangiste de Louis XVI, et seront un appui fort et constant des initiatives révolutionnaires. Ils trouveront notamment auprès des jacobins un parti qui soutiendra leurs demandes d'un rétablissement des droits douaniers aux frontières. La longue période de guerre, de 1792 à 1814, dominera ensuite les débats économiques (blocus continental).

### Retour aux politiques protectionnistes
À la suite des guerres napoléoniennes et de la dépression économique européenne qui s'ensuivit, de nombreux pays adoptèrent des politiques protectionnistes pour protéger leurs industries ou leur agriculture nationales. En Angleterre, les Corn Laws, votées en 1773, interdisent toute importation de blé de pays étrangers.  
La politique économique de la Restauration française est largement définie en l'an 1814 par Talleyrand et ses conseillers comme celle de « l'égoïsme national ». Issue de réflexions commencées sous l'Empire, sur le constat de « l'or anglais » qui a financé la coalition contre la France, elle émet comme objectif principal la constitution d'un secteur industriel fort.
En matière protectionniste, la France peut être qualifiée, au cours de la période 1814-1860, comme néo-colbertiste. La pensée libérale d'Adam Smith est largement adoptée par la classe politique au sein de ses propres frontières nationales. Il y a une volonté de créer un marché national avec des infrastructures publiques bien entretenues qui permettent une compétition saine entre entreprises, et qui est accompagnée d'une valorisation de la prise de risque et des initiatives individuelles. 
Ce libéralisme intérieur est doublé d'une politique douanière aux frontières de la France destinée à dissuader les importations de produits à valeur ajoutée. Selon l'expression de Chaptal, « il faut mobiliser les bras », c'est-à-dire favoriser les industries qui emploient une main d'œuvre de transformation. Sont ainsi encouragées les importations de matières premières que la France ne possède pas ou peu, comme le charbon, ou de produits semi-finis comme le fer suédois qui seront transformés. Les produits finis, ayant déjà été transformés, comme les cotonnades anglaises, sont interdites d'importation. 
L'objectif affiché de cette politique économique, dite de « l'égoïsme national », est de rompre avec le chômage et le sous-développement caractéristiques de l'Ancien Régime. Cette politique néo-colbertiste sera maintenue jusqu'au traité de libre-échange de 1860, dit traité Cobden-Chevalier.
Selon l'historien économique Patrick Verley, ce protectionnisme fort au niveau français et anglais, qui s'est aussi développé dans d'autres pays européens, a eu une traduction directe et forte sur la structure des échanges internationaux autour de l'an 1820. Alors que l'Amérique du Sud et l'Asie exportaient jusqu'alors une majorité de produits manufacturés, cette tendance se renverse subitement ; ces pays-là exportent à partir de 1820 essentiellement des matières premières, et deviennent des marchés d'exportation de produits manufacturés pour l'Angleterre et, dans une moindre mesure, pour la France et les États-Unis. 